# وارثه
وارثه (به انگلیسی: The Heiress) فیلمی درام عاشقانه آمریکایی محصول سال ۱۹۴۹ به کارگردانی و تهیه‌کنندگی ویلیام وایلر است که فیلم‌نامهٔ آن را روث و آگوستوس گتز نوشته‌اند. این فیلم بر پایهٔ نمایش‌نامه‌ای به همین نام در سال ۱۹۴۷ نوشتهٔ خود آن‌ها ساخته شده که اقتباسی است از رمان میدان واشینگتن نوشتهٔ هنری جیمز (۱۸۸۰). اولیویا دی هاویلند در نقش کاترین اسلوپر، زن جوان ساده‌دل و کم‌تجربه‌ای بازی می‌کند که عاشق مردی خوش‌قیافه می‌شود، برخلاف مخالفت‌های پدرش که مردی سرد و سوءاستفاده‌گر عاطفی است و به آن مرد به چشم شکارچی ثروت می‌نگرد. مونتگومری کلیفت نقش موریس تاونسند و رالف ریچاردسون نقش دکتر اسلوپر را بازی می‌کنند.
وارثه در ۶ اکتبر ۱۹۴۹ در لس‌آنجلس نمایش افتتاحیه داشت و توسط پارامونت پیکچرز در ۲۸ دسامبر ۱۹۴۹ اکران عمومی شد. گرچه در گیشه ناموفق بود و تنها ۲٫۳ میلیون دلار در برابر بودجهٔ ۲٫۶ میلیون دلاری درآمد داشت، اما تحسین منتقدان را برانگیخت؛ کارگردانی وایلر، فیلم‌نامه و بازی بازیگران بسیار ستوده شد. این فیلم با دریافت ۸ نامزدی در بیست و دومین دورهٔ جوایز اسکار، از جمله جایزه اسکار بهترین فیلم، پیشتاز بود و چهار جایزه (بیش از هر فیلم دیگری در آن سال) را از آن خود کرد: جایزه اسکار بهترین بازیگر نقش اول زن (برای دی هاویلند)، جایزه اسکار بهترین موسیقی اورجینال (ساختهٔ آرون کوپلند)، جایزه اسکار بهترین طراحی صحنه، و جایزه اسکار بهترین طراحی لباس.
در سال ۱۹۹۶، کتابخانهٔ کنگرهٔ آمریکا فیلم وارثه را به‌عنوان اثری «فرهنگی، تاریخی یا زیبایی‌شناختی مهم» برای حفظ در فهرست ملی ثبت فیلم‌ها برگزید.
یونیورسال پیکچرز از طریق بخش ای‌ام‌کا مسئول پخش این فیلم است.

## موضوع
داستان فیلم در قرن نوزدهم در نیویورک اتفاق می‌افتد. کاترین پیردختری است که به ماریس، نخستین جوانی که به او اظهار علاقه می‌کند، دل می‌بندد. پدر کاترین او را از ادامه این رابطه منع می‌کند. کاترین ترجیح می‌دهد از ارث پدری محروم شود و تصمیم می‌گیرد با ماریس فرار کند، اما ماریس کاترین را رها می‌کند.

## داستان
در سال ۱۸۴۹، در نیویورک، کاترین اسلوپر، زن جوانی ساده، خجالتی و بی‌دست‌وپا، همراه پدر ثروتمندش دکتر آستین اسلوپر، در خانه‌ای اشرافی در میدان واشینگتن زندگی می‌کند. مادر زیبای کاترین هنگام زایمان درگذشته و دست‌وپاچلفتی بودن کاترین، همواره پدرش را به تبادل ناسازگاری که جای همسر محبوبش، نصیبش شده یادآور می‌شود. عمهٔ بیوه‌اش، لاوینیا پنی‌من، که برای مدتی طولانی به دیدار آن‌ها آمده، سعی دارد به کاترین در بهتر شدن روابط اجتماعی‌اش کمک کند.
در یک مهمانی، کاترین با موریس تاونسند خوش‌قیافه و خوش‌برخورد آشنا می‌شود؛ مردی که ارثیهٔ اندک خود را در یک سفر بزرگ اروپایی از دست داده است. با تشویق عمه پنی‌من، موریس با زیرکی کاترین را که می‌داند از خانواده‌ای ثروتمند است و ۸۰٬۰۰۰ دلار ارث خواهد برد، دنبال می‌کند. در ابتدا کاترین از سماجت او گیج می‌شود، اما کاترین که از محبت محروم بوده، به‌سرعت دل می‌بازد. اسلوپر که به موریس بدگمان شده، با خواهر بیوهٔ او مشورت می‌کند و با شنیدن سخنان او، یقین پیدا می‌کند که موریس به‌دنبال ثروت است.
پیش از آن‌که موریس رسماً برای ازدواج اقدام کند، از کاترین قول می‌گیرد که به او متعهد بماند. اسلوپر این کار را ناشایست دانسته و درخواست ازدواج را رد می‌کند. هنگامی که کاترین پافشاری می‌کند، پدرش تصمیم می‌گیرد برای جداکردن آن دو، او را به سفری بلندمدت به اروپا ببرد. کاترین به موریس می‌گوید که پیشاپیش ده هزار دلار ارثیه از مادرش دارد و نیازی به رضایت پدرش نیست. موریس می‌گوید که نمی‌خواهد باعث دوری او از پدرش شود و کاترین باید او را آرام کند.
وقتی کاترین و پدرش در سفرند، موریس خانهٔ اسلوپر را مانند باشگاهی خصوصی درمی‌آورد و از مهمان‌نوازی عمه پنی‌من و سیگار و برندی پدر استفاده می‌کند. اسلوپر که از سماجت دخترش در رابطه با موریس ناراضی است، سفر را نیمه‌تمام رها می‌کند. پس از بازگشت، او آشکارا به کاترین می‌گوید که او را بی‌عرضه می‌داند و باور دارد هیچ مردی واقعاً عاشقش نخواهد شد، مگر برای رسیدن به ارثیه. او تهدید می‌کند که اگر کاترین با موریس ازدواج کند، از ارث محرومش خواهد کرد. کاترین بالاخره پی به عمق تحقیر پدرش نسبت به خود می‌برد.
زخم‌خورده و خشمگین، کاترین باور می‌کند که عشق موریس در برابر سردی پدرش، ارزش دارد. او از موریس می‌خواهد که همان شب با هم فرار کنند تا دیگر شب را در خانهٔ پدرش نماند. موریس هنوز امیدوار است که پدر کاترین راضی شود، اما کاترین اصرار دارد که حتی اگر راضی شود، دیگر چیزی از او نخواهد پذیرفت. موریس با بی‌میلی می‌پذیرد و می‌رود تا وسایلش را جمع کند.
کاترین با چمدان‌های آماده منتظر می‌ماند، و عمه پنی‌من نیز با او می‌ماند. او از این ناراحت است که کاترین به موریس گفته پولی از طرف پدرش نخواهد آمد. وقتی زمان مقرر می‌گذرد و موریس نمی‌رسد، کاترین درمی‌یابد که رهایش کرده است. وقتی می‌پرسد چرا ده هزار دلار او کافی نبود، عمه‌اش می‌گوید وقتی کسی انتظار سی‌هزار دلار دارد، ناامیدی‌اش طبیعی است.
چند روز بعد، اسلوپر به کاترین می‌گوید که در حال مرگ است و می‌پرسد کی قصد دارد با موریس برود. کاترین اعتراف می‌کند که فرار به‌هم خورده، و پدرش با افتخار می‌گوید خوشحال است که دخترش موریس را رد کرده، اما کاترین با تلخی می‌گوید که موریس او را ترک کرده است. او با فریاد می‌گوید که پدرش حتی فرصت آن را از او گرفته که شوهری بخرد که دست‌کم وانمود کند دوستش دارد. سپس به پدرش هشدار می‌دهد که اگر ارث را برایش بگذارد، دیگر هرگز نخواهد دانست که آیا آن را برای موریس خرج می‌کند یا برای یک شکارچی ثروت دیگر. اسلوپر اعتراف می‌کند که نمی‌خواهد او را از ارث محروم کند و می‌پذیرد که بعد از مرگش، کاترین هرچه خواست بکند. اما کاترین، حالا سخت‌دل و دگرگون، حاضر نمی‌شود هنگام مرگ به بالین پدرش برود.
سال‌ها بعد، کاترین ثروتمند، مستقل و مجرد، هنوز در خانهٔ میدان واشینگتن زندگی می‌کند. عمه پنی‌من به او می‌گوید که موریس از کالیفرنیا بازگشته و می‌خواهد خودش را توضیح دهد. کاترین در ابتدا اکراه دارد، اما سرانجام می‌پذیرد. موریس که حالا بی‌پول است، سعی می‌کند دل کاترین را دوباره به‌دست‌آورد و می‌گوید که فقط به‌خاطر او از رفتن چشم‌پوشی کرده. کاترین که دیگر همان دختر سابق نیست، با طعنه می‌گوید شاید باید فرار دیرهنگام‌شان را انجام دهند. موریس با اشتیاق می‌رود وسایلش را بردارد، اما وقتی بازمی‌گردد، درمی‌یابد که کاترین در را به رویش قفل کرده و او را پشت در، تنها رها کرده است؛ در حالی که خودش چراغ‌ها را خاموش کرده و به خواب می‌رود.

## جشنواره‌ها
جوایز
- جایزه اسکار بهترین بازیگر نقش اول زن (الیویا دو هاویلند)
- جایزه اسکار بهترین کارگردانی هنری (جان میهن، هری هورنر، امیل کوری)
- جایزه اسکار بهترین طراحی لباس (ادیت هد، جیل استیل)
- جایزه اسکار بهترین موسیقی فیلم (آرون کوپلند)
- جایزه گلدن گلوب بهترین بازیگر زن فیلم درام (الیویا دو هاویلند)
- جایزه بهترین بازیگر هیئت ملی بازبینی فیلم (رالف ریچاردسون)
- جایزه بهترین بازیگر زن انجمن منتقدین شهر نیویورک (الیویا دو هاویلند)